# Adriana Grand
Adriana Grand este un scenograf român de teatru, operă, marionete și televiziune, grafician si designer publicitar.

## Biografie
Este diplomat al Academiei de Arte Frumoase din Cluj, promoția 1983. 
În calitate de invitat a creat decoruri si costume în toate teatrele importante din România, atat in capitala si in tara, cât și la Teatrul Național din Budapesta (Ungaria), Teatrul Szigligeti Ede din Szolnok (Ungaria), Teatrul Dramatic din Zalaegeszeg (Ungaria), Teatrul Idis din Tel-Aviv (Israel), Opera din Praga. Este autoare a peste 100 de scenografii.
Între 1990 și 1992 a realizat prezentarea grafică a revistei TEATRUL AZI.
Din 1986 si până în prezent a realizat prezentarea grafică a unor volume apărute la editurile: Kriterion, Albatros, Unitext si Dacia, afișe pentru spectacole și festivaluri din România și Ungaria. În perioada 1994 - 1997 și nu numai, a fost membru al Senatului Uniunii Teatrale din România / UNITER.
Din 2004 este prezentă în topul 100 al femeilor de succes din România, realizat de revista Capital. 
Este sotia reputatului director de scena Victor Ioan Frunza cu care colaboreaza indeaproape la toate spectacolele acestuia, dar a mai colaborat, printre altii, si cu Andrei Serban, Sanda Manu.
Creatiile scenografice ale Adrianei Grand au fost si sunt deosebit de personale si au fost foarte des onorate cu cele mai importante premii la festivalurile de gen. 

## Premii
(selectiv): 
- Premiul pentru cea mai bună scenografie, Festivalul Național de Teatru – 1991, 1993
- Premiul UNITER pentru cel mai bun spectacol (Satyricon la Teatrul National din Targu Mures) - 1995
- Premiul Asociației Internaționale a Criticilor de Teatru pentru cea mai bună scenografie – 1993, 2003
- Premiul UNITER pentru cea mai bună scenografie – 1990, 1994, 2002
- Premiul pentru cel mai bun spectacol din spațiul maghiar - 2002